# مفهوم الدولة
مفهوم الدولة  هو كتاب لعبد الله العروي ناقش فيه  الدراسات والنظريات والمذاهب الغربية، و عرج الى بيان ماهية الدولة العربية و تشكلاتها من منظور تاريخي و فلسفي و سياسي. طبع الكتاب عدة طبعات بلغت عشر طبعات، كانت أخرها سنة 2014، صدرت عن المركز الثقافي العربي بيروت في  لبنان.

## المحتويات
- تمهيد
- الفصل الأول: نظرية الدولة الإيجابية
- الفصل الثاني: النظرية النقدية للدولة
- الفصل الثالث: تكون الدولة
- الفصل الرابع: الدولة التقليدية في الوطن العربي
- الفصل الخامس: دولة التنظيمات
- الفصل السادس: النظرية وواقع الدولة العربية القائمة
- الفصل السابع: المفارقة الحالية .

## ملخص الكتاب
يقسم الكاتب الاتجاهات و الكتابات  التي عالجت  الهدف من إنشاء الدولة إلى مقالتين:
الأول: أن غاية البشر هو التشوف إلى  عالم أخر غير الحياة الدنيا و هو العالم الغيبي ،و الدولة تنظيم اجتماعي غايته السعي لبلوغ  قيمة أعلى من قيمة الحياة الدنيا كلها و قيمتها مرتبطة بالعمل لتحقيق هدف أسمى مفارق لهذه الحياة .و هذا الاتجاه المرتبط بهذه الرؤية يقدم الأخلاق و الشرع على السياسة جاعلا الدولة وسيلة في خدمتها و من ممثليها الرواقيين وفقهاء الإسلام ...
الثانية: تقرر أن غاية الانسان المعرفة و الرفاهية و السعادة ، و المجتمع نظام طبيعي ضروري معقول و متكامل لا توجد فيه تناقضات تلزم تدخل قوة من خارج الطبيعة ،و من ممثليها السوفسطائيون، الطبيعيون الرومانيون، وبعض فلاسفة الإسلام كإخوان الصفا، وفلاسفة القرن الثامن عشر الأوروبي، وليبراليو القرن الماضي.
يفصل الكاتب مفهوم الدولة عند إرنست كاسيرر وهيجل وإريك فايل ، كما يشرح الكاتب المنهجية التي  طور ماركس بها  أفكار لودفيغ فويرباخ وكيف  تجاوز هيغل مع المحافظة على ما اعتبره مكسبا خالدا في المنطق الجدلي الهيغلي. و استبدل تعريف هيجل للدولة بكونها حقيقة أخلاقية للتعريف آخر يرى أن الدولة وليدة الملكية الخاصة.
أما  إنجلز فقد استلهم العديد من الابحاث الاثنولوجية ، ليخلص إلى  أن الدولة في وضعها الجديد نتجت  عن تفكك نظام القرابة، المتميز بالإقامة المستقرة وبالملكية الفردية، يستلزم شرطة، وهذه تستلزم جباية، وكلاهما يستلزم قانوناً تظيمياً. وعلى العموم  يربط الماركسيين بين الدولة و تطور الطبقة الوسطى .
أما ماكس فيبر فركز على مفهوم البيروقراطية و أهميته في الدولة العصرية.و قد ساهمت عقلنة الاقتصاد و الجيش و الإدارة و التعليم  خلال القرنين 17 و 18 في تقوية الدولة و سيطرتها . لكن لا يمكن استبعاد مساهمة  ازدهار الوعي القومي في نشأة الدولة العصرية.
و يخلص الكاتب الى تعريف للدولة كالتالي: "جهاز الدولة الحديثة بيروقراطية مفصولة عن المجتمع ومبنية على منطق العقل الموضوعي" و يرمز التعريف في عبارة واحدة إلى المراحل الثلاث التي مر بها الإنسان قبل أن يدرك واقع الدولة الحديثة: مرحلة النظرية عند هيغل والمرحلة النقدية عند ماركس والمرحلة الوضعانية عند فيبر
و عند دراسة المؤلف  للدولة التقليدية في الوطن العربي يتحدث عن تاريخها لدى العرب حيث كانوا يعرفون دولة طبيعية دنيوية دهرية، هدفها في ذاتها، بمعنى أنها كانت تتوخى الشهرة والمال والقهر، و بعد الفتوحات الكبرى، ورث العرب أجهزة الدولتين البيزنطية والفارسية، لذا يرى أن الدولة الإسلامية مكونة  من: الدهرية العربية الأخلاقية الإسلامية، التنظيم الهرمي الآسيوي و هي مستمرة إلى اليوم.و يورد مقولات  ابن خلدون الذي وضع توصيفا  لنماذج حكومية  و هي الملك الطبيعي و الخلافة و السياسة العقلية. كما يحلل بعد ذلك الآداب السلطانية و سكوتها عن المقصد الاسمى و هو مكارم الاخلاق في نظام السلطة  .
أما الفلاسفة المسلمون و من منطق الواقع قالوا بإمكان أن يدرك الفرد  السعادة حتى خارج المدينة الضالة  كما عبر عن ذلك بوضوح ابن باجة ، كما يلفت إلى تهافت الفلاسفة المسلمون على التأويلات الهيليستينية للأفلاطونية والتي كانت  تضمر شهادة نقدية للأوضاع القائمة آنذاك .
و في مبحثه حول  دولة التنظيمات يرى أنها تقوم على المنفعة كما يتبينها العقل البشري   ، و قد اتفق  العديد من مصلحي القرن 18 على أهمية العدل لتقوية الدولة في الشرق لمواجهة الخطر المتمثل في الغرب، فيما تمسك الفقهاء بجعل الشرع أساسا للتشريع. كما خصّ المؤلف فصلا لدراسة النظرية وواقع الدولة العربية القائمة.

## اقتباسات
- إن هيغل ينطلق من الدولة ليجعل من رعاياها تفريدات لها، في حين أن ماركس، الذي يعتنق الديمقراطية، ينطلق من الإنسان الملموس جاعلاً من الدولة إنساناً مركباً اصطناعياً. واضح هنا، أن ماركس لا يتعدى آفاق فلسفة
- القيمة المؤسسة للغرب الحديث هي إذن العقلانية، أي عملية تطبيق العقل المجرد الرياضي على مظاهر الحياة بهدف توفير الجهد ورفع الإنتاج المادي والذهني
- يقول فيبر ويؤكد: الدولة الحديثة كجهاز - جيش نظامي، بيروقراطية مرتبة، قانون مقوعد اقتصاد موجه لغة منمطة ليست وليدة الرأسمالية، بل وليدة العقلانية
- كلُّ من يصف الأشياء كما يجب أن تكون، يعبر عن هم جزء من مواطنيه، وبالتالي عن تشكيلة اجتماعية وعن وضع سياسي، فيقدم حلاً لا يعدو أن يعكس المشكلات القائمة، فلا يهتم بالدولة الحالية لأنها غير شرعية في نظره، وبالتالي غير كائنة. من هنا مثالية مطلقة
- كل دولة قامت في دار الإسلام، مهما بلغت من الاستبداد، قد حافظت بالضرورة على قسم من الشريعة وحرصت على تطبيقها لأنها (أي الشريعة) ضامنة للنظام والأمن ....وكل دولة، مهما خضعت للشرع، تلجأ بالضرورة إلى القوة وتعتمد العصبية لكي تدوصم وتستمر. وكل دولة، مهما كانت منظمة عادلة، تراعي بالضرورة العصبية وتطبق الشريعة.
- إن الابتداع ينبني حتماً على الاتباع وإلا كان جهلا - إن لم يكن وحياً. غير أن الاتباع لا يسفر حتماً عن الأصالة والنبوغ والابتداع
- لا يمكن تصور دولة بلا قهر وبلا استئثار جماعة معينة للخيرات المتوفرة. وبالمقابل لا يمكن تصور الحرية إلا خارج الدولة، أي في نطاق الطوبى
- يعني إصلاح الدولة لدى الفقيه أو الفيلسوف نقض دولة السلطنة وإبدالها بـ لا دولة الخلافة أو لا دولة المدينة الفاضلة. فالأمر يتعلق إذن بثورة على الطبيعة البشرية
- الفرد داخل الدولة مستعبد بالتعريف، فلا يعرف الحرية إلا إذا خرج منها أو عليها.
- الدولة، يعني المجتمع السياسي، مبنية على أدلوجة وعلى جهاز. تجسد الأدلوجة مفهومي الشرعية والإجماع؛ يتكون الجهاز من البيروقراطية المدنية (القلم) والعسكرية (السيف).
- كل من يتأمل أحوال الدولة حالاً ومستقبلاً، يدرك بسهولة أن الجهاز وحده لا يضمن الاستقرار في عالم تتعدد فيه النزاعات العقائدية، وتتحارب فيه الدول بالأجهزة وبغيرها، بل تعتمد فيه على الضغط النفساني والنقد الأدلوجي أكثر مما على الحرب الساخنة. كل دولة لا تملك أدلوجة تضمن درجة مناسبة من ولاء وإجماع مواطنيها لا محالة مهزومة.